# 가봉의 국장

가봉의 국장

가봉의 국장은 1963년 7월 15일에 제정되었다.
국장 가운데에는 두 개의 작은 공간으로 나뉜 방패가 그려져 있다. 방패 상단에는 초록색 바탕에 세 개의 금색 동그라미가 그려져 있으며, 방패 하단에는 선박이 그려져 있다.
세 개의 금색 동그라미는 가봉의 풍부한 광물을 의미하며, 선박은 가봉이 밝은 미래를 향해 움직인다는 것을 의미한다.
방패 뒤쪽에는 오쿠메가 그려져 있으며, 방패 양쪽에는 두 마리의 흑표범이 그려져 있다.
오쿠메는 목재 무역을, 흑표범은 나라를 지키는 대통령의 경계와 용기를 상징한다.
국장 위쪽에 있는 리본에는 "우리는 단결을 향해 전진한다" ("Uniti progredimur") 라는 문구가 라틴어로 쓰여져 있으며, 국장 아래쪽에 있는 리본에는 가봉의 나라 표어인 "단결, 노동, 정의" ("Union, Travail, Justice")이라는 문구가 프랑스어로 쓰여져 있다.

## 같이 보기
- 가봉의 국기